# MSC Poesia

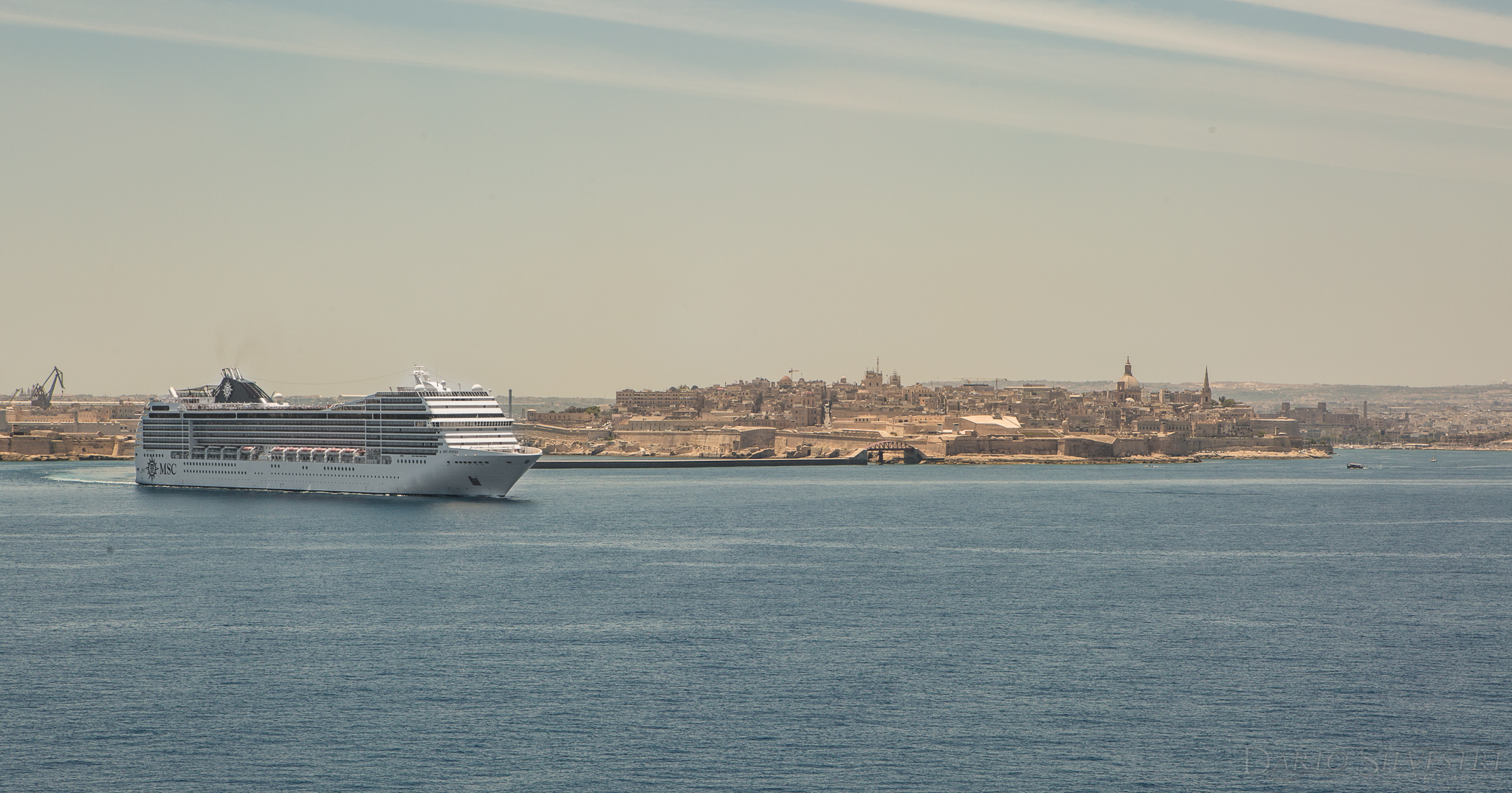
Msc Poesia a La Valletta

MSC Poesia è una nave da crociera della compagnia MSC Crociere.

## Storia
La nave è stata battezzata a Dover il 5 aprile 2008 da Sophia Loren in presenza anche di Andrea Bocelli. Ha tre navi gemelle: MSC Musica, MSC Orchestra e MSC Magnifica.

## Descrizione
La dotazione della nave include:
- 13 ponti passeggeri
- 13 ascensori
- sistema di riduzione delle vibrazioni e insonorizzazione degli ambienti pubblici
- 18 suite con balcone privato
- 809 cabine esterne con balcone di cui 3 per disabili
- 173 cabine esterne di cui 2 per disabili
- 275 cabine interne di cui 12 per disabili
- TV interattiva, mini bar, cassetta di sicurezza, radio, bagno con doccia, phon, aria condizionata e riscaldamento, guardaroba, telefono e collegamento Internet senza fili (a pagamento) in tutte le cabine
- attrezzature sportive (minigolf, tennis, percorso jogging, palestra, centro aerobica, centro yoga, piscine)
- attrezzature per il benessere (saune, bagni turchi, talassoterapia, aromaterapia, cromoterapia, salone di bellezza, solarium, vasche idromassaggio
- strutture di intrattenimento (area teenager, discoteca, sala videogiochi, area bambini, teatro, cinema, casinò, biblioteca, galleria d'arte, galleria fotografica, area shopping)
- strutture per la ristorazione (sushi bar, Internet café, cigar room, enoteca, ristoranti)
- altri servizi (fotografo, centro medico, negozi duty free)

## Navi gemelle
- MSC Musica
- MSC Orchestra
- MSC Magnifica